# Syndikalistiska ungdomsförbundet
Denna artikel behandlar SUF, bildat 1993. Se även Sveriges syndikalistiska ungdomsförbund, bildat 1930.
Syndikalistiska ungdomsförbundet (SUF) är ett fristående vänsterrevolutionärt ungdomsförbund grundat 1993. 
SUF:s långsiktiga mål är införandet av frihetlig socialism och det klasslösa samhället- Förbundet jobbar aktivt med bland annat klasskamp, kvinno- och HBTQ-frågor, solidaritet med flyktingar och antifascism. SUF har även band till Sveriges arbetares centralorganisation (SAC), dels ideologiska och dels genom förekomna samarbeten.

## Historia

### Bakgrund
Flera syndikalistiska ungdomsförbund existerade under 1900-talet i Sverige. Fackföreningen SAC bildades av bland annat personer från Ungsocialisterna, och 1930 grundades Sveriges syndikalistiska ungdomsförbund som var aktivt fram till 1950-talet. 1958 bildades Syndikalistiska Grupprörelsen, som var aktiv fram till 1970 och gav ut tidskriften Zenit.

### 1990-tal
SUF uppstod efter att tre SUF-klubbar bildats oberoende av varandra 1993 i Uppsala och Gävle samt på Gotland. Efter en kort tid beslutade dessa tre att bilda en federation. Det man ville åstadkomma var mer fokus och organisation i kampen för ett socialistiskt samhälle och en organisation öppen för arbetarklassungdomar. Redan vid bildandet hade SUF vänskapliga band till den syndikalistiska fackföreningen SAC. Genom åren har SAC och SUF ibland samarbetat i frågor som betraktats som gemensamma, särskilt på lokal nivå.
SUF bedrev under de första åren antifascistiska kampanjer mot Vitt Ariskt Motstånd (VAM) och andra högerextrema gruppers aktiviteter, genom att använda sig av exempelvis demonstrationer och informationsarbete. Förbundet bedrev även kampanjer mot abortmotståndarna inom konservativa kristna grupper och diskussion om könsroller, makt och sexism. Under de senare åren av 1990-talet deltog SUF i många elevstrejker. Förbundets klubbar höjde kritiska röster mot vad man kallade Fort Europa, exempelvis Schengenavtalet.
SUF har protesterat vid möten för bland annat G8-länderna. I samarbete med SAC drev ungdomsförbundet exempelvis sommaren 1999 en kampanj för Europamarschen i den tyska staden Köln i protest mot regeringens ekonomiska politik. Cirka 35 000 människor samlades då utanför Europas och G8-ländernas konferenscentrum. Ungefär ett halvår efter detta fick globaliseringsrörelsen stor uppmärksamhet då Världshandelsorganisationen WTO:s toppmöte i Seattle blockerades.

### 2000-tal
2001 startade SUF nätverket Planka.nu, som förespråkar nolltaxa i kollektivtrafiken. Samma år deltog förbundet i demonstrationer i Göteborg i samband med EU-toppmötet där. De krav som framfördes där var bland annat rätt att vidta fackliga sympatiåtgärder över gränserna och stopp på vad man såg som attacker på arbetslösa.
SUF har efter hand fokuserat allt mer på den ekonomiska kampen. Bland annat har förbundet organiserat grundkurser för gymnasieungdomar på väg ut i arbetslivet om fackorganisationens betydelse och ungdomars rättigheter på sommarjobbet. De nationella kampanjerna har kompletterats med arbete som tidningsförsäljning, bokbord, föredragsanordnande, studiecirklar, manifestationer och aktioner.
Förbundet har organiserat kampanjer mot jobbsökarplattformar som låtit arbetssökande buda under varandra i lön. 2006 hölls en nationell kampanj mot hemsidan jobbjakt.nu som efter kritik från både LO och arbetslivsminister Hans Karlsson införde en minimilön på 50 kronor som inte gick att buda under. Kampanjen uppmanade deltagare att registrera fejkkonton för att sabotera för företaget, vilket ledde till att Jobbjakt tog bort budgivningsfunktionen.

### 2010-tal

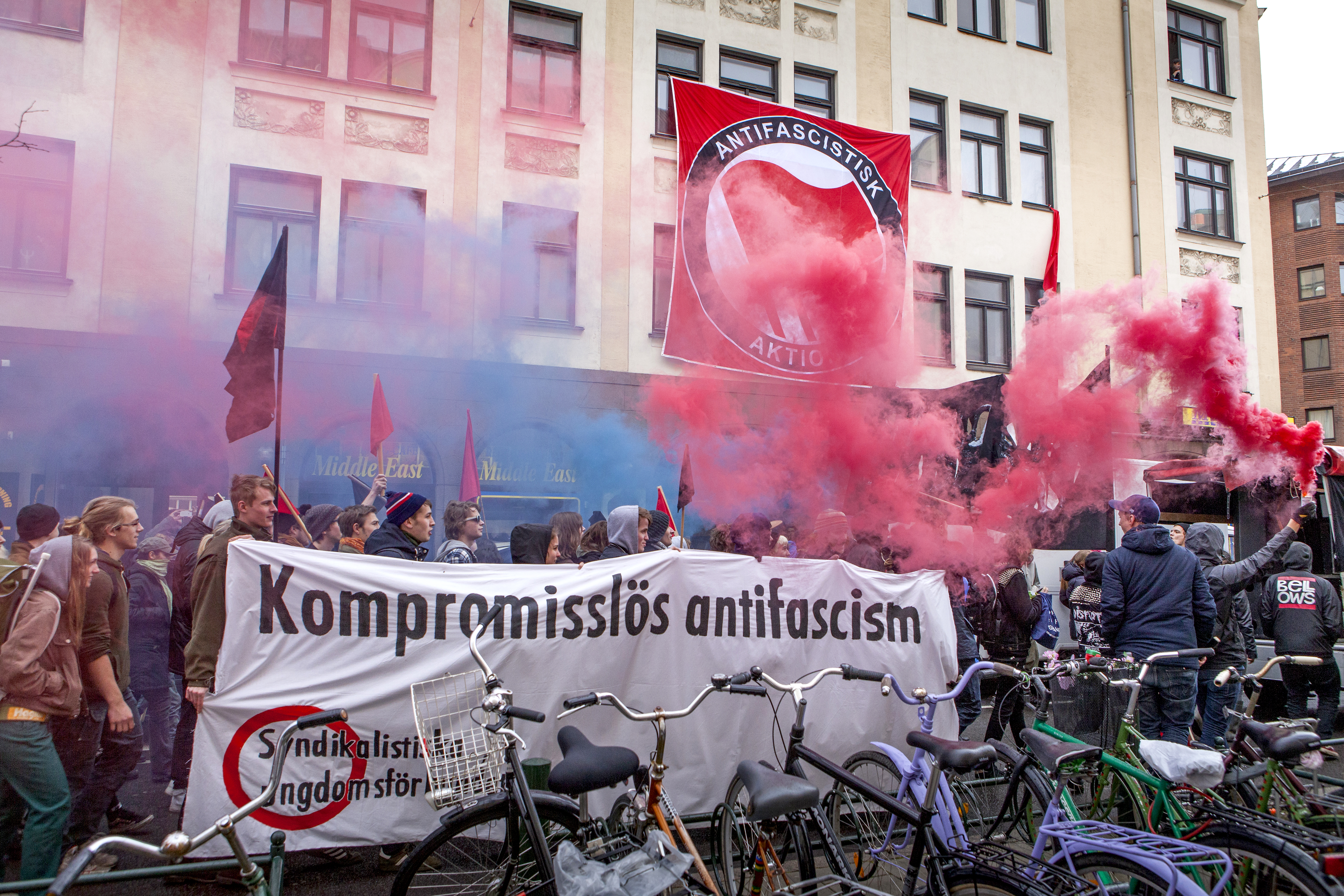
SUF vid en demonstration i Malmö i mars 2014

År 2017 hamnade jobbsökarappen Selfiejobs i blåsväder efter att en funktion som tillät appens användare att buda under varandra i lön uppmärksammats. Efter att Dagens Arena uppmärksammat att det även gick att lägga lönebud på jobbannonser med kollektivavtal gick Selfiejobs ut med ett pressmeddelande där de uppgav att lönebudgivningen skulle vara frivillig. SUF Stockholm gick den 18 juli 2017 ut med kampanjen Dumpa Selfiejobs, där de på kampanjens hemsida gick ut med följande krav mot företaget: Ta bort lönedumpningsfunktionen helt, ta bort krav på bild och minska selfiefokus samt omöjliggör svartjobb och garantera seriösa anställningar.
Kampanjens slogan var ''Dumpa Selfiejobs innan de dumpar dig'' och riktade kritik både mot lönebudgivningsfunktionen samt fokuset på arbetssökarens selfies som man menade kunde ge upphov till diskriminering baserat på utseende och hudfärg. En annan aspekt som lyftes var det man kallade varufiering där den arbetssökande i sig blev en produkt som skulle marknadsföras. Människor som motsatte sig appen uppmanades att registrera fejkkonton, ge appen lågt betyg i Appstore och att inte dyka upp på de intervjuer de blivit kallade till. Kampanjen spreds förutom via nätet också med hjälp av flygbladsutdelningar. Den 7 december 2017 gick Selfiejobs ut med ett pressmeddelande där de lovade att ta bort lönebudgivningsfunktionen samt ''en förändring av bildstorlek i CV'' på grund av ''missförstånd kring Selfiejobs roll som oberoende, icke politisk marknadsplats'', en händelse som SUF Stockholm menar är till följd av Dumpa Selfiejobs.
Hösten 2018 organiserade SUF en kampanj mot gigföretaget Yepstr. Företaget kritiserades för sitt betygssystem och för sitt användande av spelifiering, där ungdomar uppmanades till gratisarbete. SUF uppmanade ungdomar att rösta ner appens betyg, något som resulterade i att appens medelbetyg sjönk makant.

### Revolutionär Pride
År 2016 var SUF med och startade Revolutionär Pride (RevPride), en grupp som organiserar ett alternativt, socialistiskt pride i Stockholm. RevPride menar att Stockholm Pride har blivit en plattform för företag och politiker att färga sina produkter och partier i regnbågsfärger medan de inte tar aktiv ställning för HBTQ-frågor. RevPride menar också att vanliga Pride är otillgängligt för många HBTQ-människor, då Stockholm Pride kräver mycket pengar och bjuder på alkohol, samtidigt som HBTQ-människor är överrepresenterade i fattigdom, alkoholism och andra former av utsatthet. RevPride håller i föreläsningar och fester, helt separat från resten av Stockholm Pride. RevPride har sitt eget block i Stockholm Pride.

## Organisation
SUF är organiserat efter federalistiskt mönster och består av suveräna lokalklubbar som erkänner SUF:s stadgar och principförklaring, samt genom sitt officiella namn visar att de är medlemmar av federationen. SUF:s högsta beslutande organ är det årliga landsmötet, som arrangeras av någon därtill utvald lokalklubb..
SUF har flera interna kommittéer, bland annat en internationell kommitté vars uppgift är att hålla kontakt med ideologiskt likasinnade organisationer utomlands, förmedla utländska kontakter och hålla ordning på viktiga händelser utomlands. Kommittén översätter dessutom SUF-relaterat material till andra språk för spridning utomlands.

## Tidningar
1995 beslutade SUF att börja ge ut en intern tidning med namnet Storm (efter det äldre Sveriges syndikalistiska ungdomsförbunds egen tidning). Förbundet började även ge ut tidningen Direkt Aktion, som sedan den startades bland annat har innehållit reportage om klasskamp i Sverige och andra länder, nyheter, intervjuer med musikartister och teoretiska diskussioner. Direkt Aktion finns för närvarande som nättidning på Direkt Aktion.